# Her Face Value
Her Face Value er en amerikansk stumfilm fra 1921 af Thomas N. Heffron.

## Medvirkende
- Wanda Hawley som Peggy Malone
- Lincoln Plumer as Pop Malone
- Richard Rosson som Eddie Malone
- T. Roy Barnes som Jimmy Parsons
- Winifred Bryson som Laurette
- Donald MacDonald som Martin Fox
- Harvey Clark som F.B. Sturgeon
- George Periolat som James R. Greenwood
- Eugene Burr som Jack Darian
- Ah Wing